# ぷちトラ!
ぷちトラ!は、GAORAで2009年よりプロ野球中継・阪神タイガース主催ゲームの生中継が行われる日に放送されるタイガース情報の番組である。

## 概要
2009年、阪神タイガースは真弓明信新監督の登場や、阪神甲子園球場のグラウンド・スタンド部分の全面リニューアルが完了するなど、大きな変革が進められる。そこで、視聴者により阪神タイガースへ親しんでもらえるよう、様々な観戦に役立つ情報を放送することを目的として当番組が放送される。
放送は阪神主催ゲームの生中継がある日の15分前から15分間。

## 出演

### 2009年度
- 「新・甲子園を100倍楽しむ方法!」

　　　　ランディーズ 水樹奈々
- 「六甲おろしを100倍楽しく歌う方法!」

　　　　ランディーズ 水樹奈々 唐渡吉則
- ヒッティングマーチ

　　　　JK21

### 2010年度
- プロ野球探求企画「野球脳」

　　　　太田幸司 広澤克実 中村勝広
- 甲子園歴史館紹介

　　　　熊谷奈美
- 虎人

　　　　松村邦洋 宮本勝浩 徳山昌守 小川洋子

### 2011年度
- カメがホメまんねん

　　　　亀山つとむ、井上雅雄（毎日放送　聞き手）